# 衛成公
衞成公（？—前600年），姬姓，名鄭，是衞文公之子，是衛君瑕之兄，在位二年後，大夫元咺攻衞成公，成公因此出奔。晉文公重耳討伐衛國，分其地予宋國，討前過路時對他無禮及晉欲假道於衛救宋被拒之罪。衛成公遂出奔陳國。兩年後，趁衛成公被晉國囚禁在周都期間，立其弟公子瑕為君。不久，後遭政變，公子瑕奔逃不及，連同元咺遭衛國大夫周顓、治廑所殺。 
不久，晉文公攻衛君瑕，卫成公复位，續在位三十二年後死。